# Fabio Lione
Fabio Tordiglione (Pisa, 9. listopada 1973.), profesionalno znan kao Fabio Lione, talijanski je pjevač i tekstopisac koji je radio za mnoge sastave, najznačajnije za talijanske power metal sastave Rhapsody of Fire, Labyrinth, Vision Divine, Hollow Haze i Athena. Lione je počeo raditi eurobeat pjesme 2000. godine.
Lione je također bio pjevač na turneji sastava Kamelot i Angra, dok su tražili zamjenu za bivšeg pjevača sastava. Kasnije, postao je Angrin glavni pjevač. Lione je bio glavni tekstopisac i pjevač sastava Rhapsody of Fire od 1997. do 2016., kada je napustio sastav. Angrina pjesma "Newborn Me" ga označuje kao glavnog tekstopisca pjesme.

## Glazbena karijera
Lione je rođen u Pisi. Karijera mu je počela 1990. u dobio od 17 kada je počeo svirati i pjevati u malom sastavu, uglavnom pjesme iz '50-ih i '60-ih, slične pjesmama Elvisa Presleyja. Kratko je radio za sastave Queensrÿche, Fates Warning, i Crimson Glory, koji su ga inspirirali da osnuje vlastiti heavy metal sastav.
Glazbene aktivnosti su se nastavile s mladom grupom iz Pise, zvana Athena. Bili su progresivni metal sastav. Lione je snimio par demouradaka s Athenom, to su mu bili jedni od prvih heavy metal iskustava. Lione je odradio dvadeset nastupa sa sastavom, ali nakon dvije godine, napustio je sastav 1994. Athena je izdala prvi album 1995. zvan "Inside the moon".
Isprva, predstavljao se kao Joe Terry, ime je bilo kombinacija likova iz japanskih videoigara, kombinacija je bila Joe Higashi i Terry Bogard iz igrice "Fatal Fury". Njegov prvi mikrofon bio je Shure SM 58.

## Vanjske poveznice
- Discogs